# Verein für Leibesübungen Bochum 1848 1972-1973
Questa voce raccoglie le informazioni riguardanti il Verein für Leibesübungen Bochum 1848 nelle competizioni ufficiali della stagione 1972-1973.

## Stagione
Nella stagione 1972-1973 il Bochum, allenato da Heinz Höher, concluse il campionato di Bundesliga al 12º posto. In Coppa di Germania il Bochum fu eliminato agli ottavi di finale dal Werder Brema. In Coppa di Lega il Bochum fu eliminato nella fase a gironi.

## Rosa
| N. |                     | Ruolo | Calciatore            |
| -- | ------------------- | ----- | --------------------- |
|    | Germania (bandiera) | P     | Harry Bohrmann        |
|    | Germania (bandiera) | P     | Hans-Jürgen Bradler   |
|    | Germania (bandiera) | P     | Werner Scholz         |
|    | Germania (bandiera) | D     | Heinz-Jürgen Blome    |
|    | Germania (bandiera) | D     | Klaus-Dieter Dewinski |
|    | Germania (bandiera) | D     | Michael Eggert        |
|    | Germania (bandiera) | D     | Harry Fechner         |
|    | Germania (bandiera) | D     | Erwin Galeski         |
|    | Germania (bandiera) | D     | Hermann Gerland       |
|    | Germania (bandiera) | D     | Werner Jablonski      |
|    | Germania (bandiera) | D     | Manfred Rüsing        |
|    | Germania (bandiera) | D     | Dieter Versen         |
|    | Germania (bandiera) | D     | Dieter Zorc           |

| N. |                     | Ruolo | Calciatore             |
| -- | ------------------- | ----- | ---------------------- |
|    | Germania (bandiera) | C     | Werner Balte           |
|    | Germania (bandiera) | C     | Udo Böckmann           |
|    | Germania (bandiera) | C     | Hans-Günter Etterich   |
|    | Germania (bandiera) | C     | Klaus-Peter Kerkemeier |
|    | Germania (bandiera) | C     | Hans-Jürgen Köper      |
|    | Germania (bandiera) | C     | Werner Krämer          |
|    | Germania (bandiera) | C     | Ata Lameck             |
|    | Germania (bandiera) | C     | Franz-Josef Laufer     |
|    | Germania (bandiera) | A     | Peter Bomm             |
|    | Germania (bandiera) | A     | Hans-Werner Hartl      |
|    | Germania (bandiera) | A     | Reinhard Majgl         |
|    | Germania (bandiera) | A     | Hans Walitza           |
|    | Germania (bandiera) | A     | Reinhold Wosab         |

## Organigramma societario
Area tecnica
- Allenatore: Heinz Höher
- Allenatore in seconda:
- Preparatore dei portieri:
- Preparatori atletici:

## Calciomercato

### Sessione estiva
| Acquisti | Acquisti       | Acquisti           | Acquisti |
| R.       | Nome           | da                 | Modalità |
| -------- | -------------- | ------------------ | -------- |
| C        | Ata Lameck     | Schwarz-Weiß Essen |          |
| A        | Reinhard Majgl | Schwarz-Weiß Essen |          |

| Cessioni | Cessioni      | Cessioni        | Cessioni |
| R.       | Nome          | a               | Modalità |
| -------- | ------------- | --------------- | -------- |
| D        | Gerd Wiesemes | Westfalia Herne |          |

### Sessione invernale
| Acquisti | Acquisti | Acquisti | Acquisti |
| R.       | Nome     | da       | Modalità |
| -------- | -------- | -------- | -------- |

| Cessioni | Cessioni | Cessioni | Cessioni |
| R.       | Nome     | a        | Modalità |
| -------- | -------- | -------- | -------- |

## Risultati

### Bundesliga

#### Girone di andata
| Arbitro: | Seiler |

|  |           |                       |
|  | Marcatori | 34’ Hartl 38’ Walitza |

| Arbitro: | Wengenmayer |

|                       |           |            |
| Wosab 70’ Walitza 89’ | Marcatori | 57’ Weiner |

| Arbitro: | Heckeroth |

|                                        |           |  |
| Reichert 21’ Jung 73’ Kohle 86’ (rig.) | Marcatori |  |

| Arbitro: | Frickel |

|                     |           |  |
| Köper 43’ Majgl 59’ | Marcatori |  |

| Arbitro: | Quindeau |

|                                          |           |           |
| Weidle 23’ Grabowski 30’, 38’ Nickel 72’ | Marcatori | 14’ Köper |

| Arbitro: | Tschenscher |

|                                 |           |  |
| Walitza 7’ Lameck 77’ Wosab 82’ | Marcatori |  |

| Arbitro: | Meuser |

|                                                    |           |  |
| Köppel 32’, 33’ Schwemmle 57’ Handschuh 88’ (rig.) | Marcatori |  |

| Arbitro: | Siepe |

|                              |           |             |
| Walitza 30’ Dietz 85’ (aut.) | Marcatori | 57’ Seliger |

| Arbitro: | Riegg |

|                      |           |             |
| Zaczyk 42’ Kaltz 60’ | Marcatori | 87’ Walitza |

| Arbitro: | Geng |

|                             |           |  |
| Lameck 66’ Balte 68’ (rig.) | Marcatori |  |

| Arbitro: | Redelfs |

|                     |           |                       |
| Pirrung 5’ Vogt 59’ | Marcatori | 70’ Walitza 90’ Wosab |

| Arbitro: | Schumann |

|                       |           |               |
| Walitza 21’ Wosab 68’ | Marcatori | 32’, 56’ Geye |

| Arbitro: | Biwersi |

|                               |           |                                   |
| Lameck 65’ Konopka 69’ (aut.) | Marcatori | 4’, 84’ Flohe 60’ Simmet 86’ Löhr |

| Arbitro: | Quindeau |

|                                                                 |           |  |
| Schäfer 24’ Hickersberger 53’ Semlitsch 64’ (rig.) Kostedde 81’ | Marcatori |  |

| Arbitro: | Linn |

|  |           |                       |
|  | Marcatori | 42’ Hoeneß 90’ Müller |

| Arbitro: | Berner |

|                    |           |            |
| Kobluhn 80’ (rig.) | Marcatori | 3’ Walitza |

| Arbitro: | Tschenscher |

|                       |           |  |
| Krämer 13’ Lameck 89’ | Marcatori |  |

#### Girone di ritorno
| Arbitro: | Betz |

|                              |           |                      |
| Walitza 68’ Kaack 73’ (aut.) | Marcatori | 12’ Erler 77’ Bründl |

| Arbitro: | Basedow |

|                            |           |  |
| Müller 41’ (rig.) Horr 69’ | Marcatori |  |

| Arbitro: | Frickel |

|                         |           |                        |
| Majgl 3’ Miß 39’ (aut.) | Marcatori | 13’ Homann 78’ Pröpper |

| Arbitro: | Riegg |

|                            |           |  |
| Budde 21’ Lütkebohmert 71’ | Marcatori |  |

| Arbitro: | Zuchantke |

|                        |           |            |
| Etterich 56’ Majgl 73’ | Marcatori | 51’ Nickel |

| Arbitro: | Geng |

|                                                                    |           |  |
| Rupp 12’ Jensen 32’ Danner 54’ Heynckes 75’ Wittkamp 79’ Kulik 86’ | Marcatori |  |

| Arbitro: | Dittmer |

|                         |           |                  |
| Majgl 3’, 89’ Köper 83’ | Marcatori | 66’ (aut.) Wosab |

| Arbitro: | Schäfer |

|  |           |             |
|  | Marcatori | 82’ Walitza |

| Arbitro: | Schröck |

|                       |           |                                     |
| Walitza 12’, 50’, 75’ | Marcatori | 56’ Hönig 78’ Winkler 87’ Bjørnmose |

| Arbitro: | Seiler |

|                         |           |            |
| Siemensmeyer 59’ (rig.) | Marcatori | 65’ Lameck |

| Arbitro: | Niemann |

|                                 |           |  |
| Balte 15’ Majgl 39’ Walitza 85’ | Marcatori |  |

| Arbitro: | Redelfs |

|          |           |           |
| Geye 18’ | Marcatori | 24’ Hartl |

| Arbitro: | Hillebrand |

|                       |           |             |
| Cullmann 77’ Löhr 87’ | Marcatori | 15’ Walitza |

| Arbitro: | Engel |

|                         |           |                        |
| Walitza 66’ Gerland 68’ | Marcatori | 19’, 55’, 84’ Kostedde |

| Arbitro: | Fuchs |

|                                                          |           |          |
| Müller 31’, 54’ Dürnberger 58’ Breitner 73’ Hoffmann 90’ | Marcatori | 8’ Hartl |

| Arbitro: | Haselberger |

|                  |           |                     |
| Walitza 23’, 75’ | Marcatori | 38’ Dick 64’ Jakobs |

| Arbitro: | Kaufmann |

|                                                      |           |                         |
| Weist 10’, 31’, 88’ Hasebrink 16’ Höttges 73’ (rig.) | Marcatori | 20’ Eggert 54’ Etterich |

### Coppa di Germania
| Arbitro: | Seiler |

|                                                  |           |                                      |
| Janzon 31’ de Haas 37’ (rig.) Dier 51’ Laube 74’ | Marcatori | 14’, 32’ Balte 15’ Lameck 18’ Krämer |

| Arbitro: | Niemann |

|                                 |           |           |
| Majgl 32’ Köper 34’ Walitza 67’ | Marcatori | 24’ Laube |

| Arbitro: | Wengenmayer |

|                                               |           |                                         |
| Walitza 28’ Balte 38’, 82’ (rig.) Galeski 61’ | Marcatori | 22’, 70’ Neuberger 47’ Laumen 75’ Görts |

| Arbitro: | Frickel |

|                      |           |          |
| Höttges 29’ Kamp 75’ | Marcatori | 6’ Wosab |

### Coppa di Lega
| Arbitro: | Rögner |

|  |           |           |
|  | Marcatori | 35’ Hartl |

| Arbitro: | Köhler |

|                                  |           |                  |
| Fischer 6’, 33’, 59’ Kremers 54’ | Marcatori | 17’, 45’ Walitza |

| Arbitro: | Siepe |

|                  |           |  |
| Balte 79’ (rig.) | Marcatori |  |

| Arbitro: | Lüling |

|              |           |                           |
| Kolitsch 18’ | Marcatori | 3’, 38’ Balte 19’ Gerland |

| Arbitro: | Meuser |

|                  |           |                                     |
| Balte 18’ (rig.) | Marcatori | 5’, 82’ Rüssmann 11’ Braun 23’ Frey |

| Arbitro: | Waltert |

|                                        |           |               |
| Köper 12’, 67’ Majgl 32’, 36’ Zorc 62’ | Marcatori | 81’ Hansemann |

## Statistiche

### Statistiche di squadra
| Competizione      | Punti | In casa | In casa | In casa | In casa | In casa | In casa | In trasferta | In trasferta | In trasferta | In trasferta | In trasferta | In trasferta | Totale | Totale | Totale | Totale | Totale | Totale | DR  |
| Competizione      | Punti | G       | V       | N       | P       | Gf      | Gs      | G            | V            | N            | P            | Gf           | Gs           | G      | V      | N      | P      | Gf     | Gs     | DR  |
| ----------------- | ----- | ------- | ------- | ------- | ------- | ------- | ------- | ------------ | ------------ | ------------ | ------------ | ------------ | ------------ | ------ | ------ | ------ | ------ | ------ | ------ | --- |
| Bundesliga        | 31    | 17      | 9       | 5       | 3       | 36      | 24      | 17           | 2            | 4            | 11           | 14           | 44           | 34     | 11     | 9      | 14     | 50     | 68     | -18 |
| Coppa di Germania | -     | 2       | 1       | 1       | 0       | 7       | 5       | 2            | 0            | 1            | 1            | 5            | 6            | 4      | 1      | 2      | 1      | 12     | 11     | +1  |
| Coppa di Lega     | -     | 3       | 2       | 0       | 1       | 7       | 5       | 3            | 2            | 0            | 1            | 6            | 5            | 6      | 4      | 0      | 2      | 13     | 10     | +3  |
| Totale            | 31    | 22      | 12      | 6       | 4       | 50      | 34      | 22           | 4            | 5            | 13           | 25           | 55           | 44     | 16     | 11     | 17     | 75     | 89     | -14 |

### Andamento in campionato
| Giornata  | 1 | 2 | 3 | 4 | 5 | 6 | 7 | 8 | 9 | 10 | 11 | 12 | 13 | 14 | 15 | 16 | 17 | 18 | 19 | 20 | 21 | 22 | 23 | 24 | 25 | 26 | 27 | 28 | 29 | 30 | 31 | 32 | 33 | 34 |
| --------- | - | - | - | - | - | - | - | - | - | -- | -- | -- | -- | -- | -- | -- | -- | -- | -- | -- | -- | -- | -- | -- | -- | -- | -- | -- | -- | -- | -- | -- | -- | -- |
| Luogo     | T | C | T | C | T | C | T | C | T | C  | T  | C  | C  | T  | C  | T  | C  | C  | T  | C  | T  | C  | T  | C  | T  | C  | T  | C  | T  | T  | C  | T  | C  | T  |
| Risultato | V | V | P | V | P | V | P | V | P | V  | N  | N  | P  | P  | P  | N  | V  | N  | P  | N  | P  | V  | P  | V  | V  | N  | N  | V  | N  | P  | P  | P  | N  | P  |
| Posizione | 4 | 3 | 9 | 5 | 9 | 4 | 9 | 5 | 9 | 5  | 6  | 6  | 9  | 10 | 11 | 11 | 11 | 10 | 11 | 11 | 11 | 11 | 11 | 11 | 11 | 10 | 11 | 8  | 9  | 9  | 11 | 11 | 11 | 12 |

Legenda:

Luogo: C = Casa; T = Trasferta. Risultato: V = Vittoria; N = Pareggio; P = Sconfitta.

### Statistiche dei giocatori
| Giocatore     | Bundesliga | Bundesliga | Bundesliga  | Bundesliga | Coppa di Germania | Coppa di Germania | Coppa di Germania | Coppa di Germania | Coppa di Lega | Coppa di Lega | Coppa di Lega | Coppa di Lega | Totale   | Totale | Totale      | Totale     |
| Giocatore     | Presenze   | Reti       | Ammonizioni | Espulsioni | Presenze          | Reti              | Ammonizioni       | Espulsioni        | Presenze      | Reti          | Ammonizioni   | Espulsioni    | Presenze | Reti   | Ammonizioni | Espulsioni |
| ------------- | ---------- | ---------- | ----------- | ---------- | ----------------- | ----------------- | ----------------- | ----------------- | ------------- | ------------- | ------------- | ------------- | -------- | ------ | ----------- | ---------- |
| W. Balte      | 34         | 2          | 0           | 0          | 4                 | 4                 | 0                 | 0                 | 6             | 4             | 0             | 0             | 44       | 10     | 0           | 0          |
| H. Blome      | 7          | 0          | 0           | 0          | 0                 | 0                 | 0                 | 0                 | 4             | 0             | 0             | 0             | 11       | 0      | 0           | 0          |
| H. Bohrmann   | 0          | 0          | 0           | 0          | 0                 | 0                 | 0                 | 0                 | 0             | 0             | 0             | 0             | 0        | 0      | 0           | 0          |
| P. Bomm       | 1          | 0          | 0           | 0          | 0                 | 0                 | 0                 | 0                 | 1             | 0             | 0             | 0             | 2        | 0      | 0           | 0          |
| H. Bradler    | 7          | 0          | 0           | 0          | 0                 | 0                 | 0                 | 0                 | 1             | 0             | 0             | 0             | 8        | 0      | 0           | 0          |
| U. Böckmann   | 0          | 0          | 0           | 0          | 0                 | 0                 | 0                 | 0                 | 2             | 0             | 0             | 0             | 2        | 0      | 0           | 0          |
| K. Dewinski   | 3          | 0          | 0           | 0          | 3                 | 0                 | 0                 | 0                 | 1             | 0             | 0             | 0             | 7        | 0      | 0           | 0          |
| M. Eggert     | 2          | 1          | 0           | 0          | 0                 | 0                 | 0                 | 0                 | 0             | 0             | 0             | 0             | 2        | 1      | 0           | 0          |
| H. Etterich   | 31         | 2          | 0           | 0          | 4                 | 0                 | 0                 | 0                 | 4             | 0             | 0             | 0             | 39       | 2      | 0           | 0          |
| H. Fechner    | 32         | 0          | 0           | 0          | 4                 | 0                 | 0                 | 0                 | 6             | 0             | 0             | 0             | 42       | 0      | 0           | 0          |
| E. Galeski    | 27         | 0          | 0           | 0          | 2                 | 1                 | 0                 | 0                 | 5             | 0             | 0             | 0             | 34       | 1      | 0           | 0          |
| H. Gerland    | 20         | 1          | 0           | 0          | 2                 | 0                 | 0                 | 0                 | 5             | 1             | 0             | 0             | 27       | 2      | 0           | 0          |
| H. Hartl      | 8          | 3          | 0           | 0          | 0                 | 0                 | 0                 | 0                 | 3             | 1             | 0             | 0             | 11       | 4      | 0           | 0          |
| W. Jablonski  | 1          | 0          | 0           | 0          | 0                 | 0                 | 0                 | 0                 | 0             | 0             | 0             | 0             | 1        | 0      | 0           | 0          |
| K. Kerkemeier | 0          | 0          | 0           | 0          | 0                 | 0                 | 0                 | 0                 | 0             | 0             | 0             | 0             | 0        | 0      | 0           | 0          |
| W. Krämer     | 11         | 1          | 0           | 0          | 2                 | 1                 | 0                 | 0                 | 0             | 0             | 0             | 0             | 13       | 2      | 0           | 0          |
| H. Köper      | 32         | 3          | 0           | 0          | 4                 | 1                 | 0                 | 0                 | 4             | 2             | 0             | 0             | 40       | 6      | 0           | 0          |
| A. Lameck     | 34         | 5          | 0           | 0          | 4                 | 1                 | 0                 | 0                 | 6             | 0             | 0             | 0             | 44       | 6      | 0           | 0          |
| F. Laufer     | 16         | 0          | 0           | 0          | 0                 | 0                 | 0                 | 0                 | 5             | 0             | 0             | 0             | 21       | 0      | 0           | 0          |
| R. Majgl      | 28         | 6          | 0           | 0          | 2                 | 1                 | 0                 | 0                 | 6             | 2             | 0             | 0             | 36       | 9      | 0           | 0          |
| M. Rüsing     | 11         | 0          | 0           | 0          | 1                 | 0                 | 0                 | 0                 | 0             | 0             | 0             | 0             | 12       | 0      | 0           | 0          |
| W. Scholz     | 28         | 0          | 0           | 0          | 4                 | 0                 | 0                 | 0                 | 5             | 0             | 0             | 0             | 37       | 0      | 0           | 0          |
| D. Versen     | 34         | 0          | 0           | 0          | 1                 | 0                 | 0                 | 0                 | 1             | 0             | 0             | 0             | 36       | 0      | 0           | 0          |
| H. Walitza    | 34         | 18         | 0           | 0          | 4                 | 2                 | 0                 | 0                 | 5             | 2             | 0             | 0             | 43       | 22     | 0           | 0          |
| R. Wosab      | 25         | 4          | 0           | 0          | 4                 | 1                 | 0                 | 0                 | 2             | 0             | 0             | 0             | 31       | 5      | 0           | 0          |
| D. Zorc       | 0          | 0          | 0           | 0          | 0                 | 0                 | 0                 | 0                 | 5             | 1             | 0             | 0             | 5        | 1      | 0           | 0          |